# 웨이쯔
웨이쯔(중국어: 巍子, 병음: Wēi Zǐ, 한자음: 외자, 본명: 왕웨이(중국어: 王巍, 병음: Wáng Wēi), 1956년 1월 1일 ~ )는 중국의 영화 배우, 텔레비전 배우이다. 닝샤 후이족 자치구에서 태어났다.

## 방송
- 벽혈서향몽
- 타구곤
- 신 서유기
- 상해왕
- 소오강호 2001

## 영화
- 타구곤 (2013년)
- 소오강호 : 오리지널 (2013년) - 악불군 역
- 신 서유기 (2011년)
- 선라이즈, 선셋 (2005년)
- 소오강호 - 2001년 시리즈 (2001년)
- 관동군 제8포로 수용소 (1995년)